# Debre Bizen

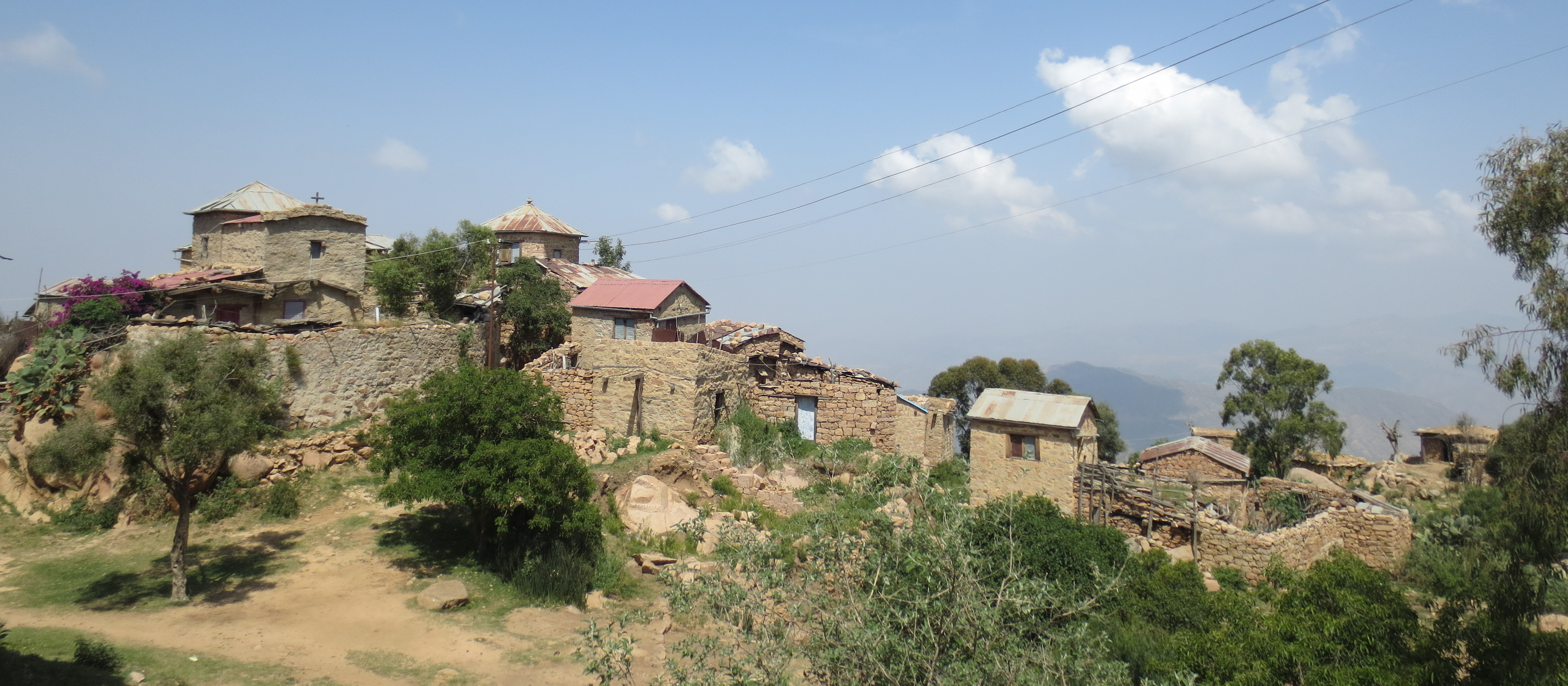
Bâtiments du monastère

Debre Bizen est un monastère de l'Église érythréenne orthodoxe. Situé au sommet de la montagne du même nom, près de la ville de Nefasit, en Érythrée, il abrite une bibliothèque contenant de nombreux manuscrits guèzes importants.

## Historique

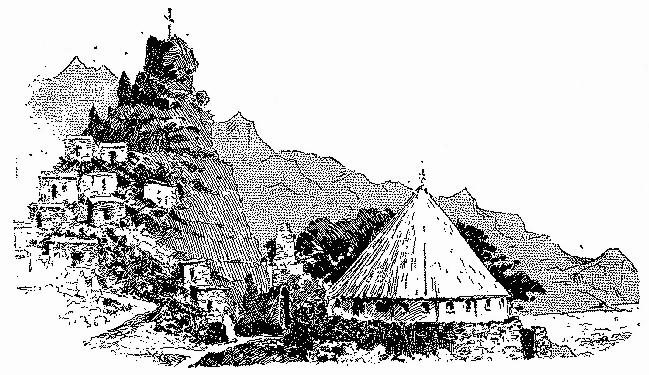
Gravure de Debre Bizen, publiée à l'origine dans The Sacred City of the Ethiopians.

Le monastère Debre Bizen est fondé dans les années 1350 par Filipos, élève d'Absadi (en). En 1400, le monastère suit les règles d'Ewostatewos. Une hagiographie d'Ewostatewos y est plus tard composée. 
Selon Tom Killion, le monastère reste indépendant de l’Église éthiopienne, tandis que Richard Pankhurst déclare qu'il dépend de l'Église orthodoxe éthiopienne Tewahedo d'Aksoum. Dans les deux cas, il existe une charte de l'empereur Zara Yaqob dans laquelle il accorde des terres à Debre Bizen.
Le monastère est l'une des nombreuses installations endommagées par l'Empire ottoman lors de ses campagnes pour établir sa province de Habesh Eyalet au XVIe siècle.
Lorsque Abuna Yohannes XIV, venu du Caire en Érythrée pour servir comme chef de l'Église érythréenne/éthiopienne, est retenu contre rançon à Hirgigo par le nawab local, l'abbé de Debre Bizen l'aide à s'échapper.